# Вол стрит: Новац никад не спава
Вол стрит: Новац никад не спава (енгл. Wall Street: Money Never Sleeps) је америчка филмска драма из 2010. године, режисера Оливера Стоуна и представља наставак филма Вол стрит (1987). У главним улогама су Мајкл Даглас, Шаја Лабаф, Џош Бролин, Кери Малиган, Сузан Сарандон, Френк Ланџела и Илај Волак, коме је ово била последња улога.
Филм је смештен у Њујорк, 23 године након оригиналног филма и врти се око Светске финансијске кризе 2008. године. Радња се фокусира на наводно реформисаног Гордона Гека и прати његове покушаје да поправи однос са својом ћерком Вини, уз помоћ њеног вереника, Џејкоба Мура.
Снимање филма одиграло се у Њујорку између септембра и новембра 2009. године. Након што је излазак одложен двапут, филм је коначно изашао у биоскопима 24. септембра 2010. године. Пре његовог службеног објављивања, многим новинарима који су повезани са финансијском индустријом наводно су приказане претходне пројекције филма.
Упркос позитивним реакцијама на Канском филмском фестивалу, филм је добио мешане критике од стране критичара. Иако није био критички успешан, филм је био финансијски успешан и нашао се на врху америчке листе по заради, током премијерног викенда и зарадио је преко 134 милиона долара од продаје карата и још 15 милиона долара од продаје ДВД-ова.

## Радња
Мајкл Даглас се враћа улози Гордона Гека, једном од најозлоглашенијих филмских негативаца за коју је освојио Оскара. После издржавања дуге затоврске казне, Геко је аутсајдер у у свету којим је некада доминирао. У жељи да поправи нарушен однос са својом кћерком Вини (Кери Малиган), Геко се удружује са њеним вереником, Џејкобом (Шаја Лабаф). Али, да ли Џејкоб и Вини могу да верују некадашњем финансијском магнату чији немилосрдни покушаји да себе редефинише у новом добу, имају неочекиване последице?

## Улоге
| Глумац            | Улога                        |
| ----------------- | ---------------------------- |
| Мајкл Даглас      | Гордон Геко                  |
| Шаја Лабаф        | Џејкоб „Џејк” Мур            |
| Џош Бролин        | Бретон Џејмс                 |
| Кери Малиган      | Вини Геко                    |
| Сузан Сарандон    | Силвија Мур                  |
| Илај Волак        | Џулијус Стејнхарт            |
| Френк Ланџела     | Луис Забел                   |
| Остин Пендлтон    | др Мастерс                   |
| Силвија Мајлс     | агент за некретнине Долорес  |
| Ванеса Ферлито    | Одри                         |
| Џон Бафало Мејлер | Роби                         |
| Џејсон Кларк      | шеф Банке федералних резерви |
| Оливер Стоун      | инвеститор                   |
| Чарли Шин         | Бад Фокс                     |
| Ентони Скарамучи  | сам себе                     |
| Доналд Трамп      | сам сабе (избрисана сцена)   |